# Вознесенье (Вологодская область)
Вознесенье — село в Грязовецком районе Вологодской области на реке Кохтыш.
Входит в состав Комьянского муниципального образования, с точки зрения административно-территориального деления — в Ведерковский сельсовет.
Расстояние до районного центра Грязовца по автодороге — 42,5 км, до центра муниципального образования Хорошево по прямой — 7 км. Ближайшие населённые пункты — Сережино, Щекутьево, Богослово, Бушуиха.
По переписи 2002 года население — 2 человека.

## История
В «Родословии Вологодской деревни» указано, что впервые упомянуто как село Вознесенское в XIV веке. Являлось светской вотчиной на территории Комельской волости. По оценке П.А. Колесникова является старейшим населенным пунктом Грязовецкого района.
В XVIII веке построена каменная Кохтошская Вознесенская церковь.
С 1780 по 1924 год входило в состав Грязовецкого уезда
В 1859 году в селе находилось церковь и семь дворов в которых проживал 51 человек (26 мужчин и 25 женщин)
В 1872 году относилось к Огарковской волости Грязовецкого уезда.
В 1898 году в бывшем «барском доме» была открыта Вознесенская Кохтожская церковно-приходская двуклассная школа где училось 83 человека
В 1929 после создания Грязовецкого района село Вознесенское оказалось в составе Ведёрковского сельсовета. В 1929 году в селе Вознесенском находилась семилетняя школа, два торговых заведения и 17 дворов. В них проживал 81 человек (38 мужчин и 43 женщины).
С 1935 по 1959 годы вместе с Ведёрковским сельсоветом входило в состав Лежского района С 1930-х годов именуется селом Вознесенье.
В 2006 году в составе Ведёрковского сельсовета вошло в состав Комьянского муниципального образования.